# 特伦顿 (南卡罗来纳州)
特伦顿（英文：Trenton），是美国南卡罗来纳州下属的一座城市。城市类型是“Town”。其面积大约为1.28平方英里（3.3平方公里）。根据2010年美国人口普查，该市有人口196人，人口密度约为每平方 英里153.61人（约合每平方公里59.31人）。